# Джеймс Фергасон
Джеймс Фергасон (12 січня 1934 року у Вакенда, штат Міссурі — 9 грудня 2008 року) — американський фізик, який проводив дослідження в галузі рідких кристалів (РК) та їх застосування.

## Життя та робота
Джеймс Фергасон здобув ступінь бакалавра з фізики в 1956 році в Університеті Міссурі. Він набув свого першого практичного досвіду роботи з рідкими кристалами в дослідницьких лабораторіях Westinghouse у Пенсільванії та отримав патент (US 3,114,836) у 1963 році на тепловізійні пристрої, що використовують холестеричну рідинно-кристалічну фазу.[1]
Два роки по тому він залишив Westinghouse та заснував власну компанію ILIXCO для виробництва вдосконалених РК-дисплеїв. Його першим клієнтом був швейцарський виробник годинників, який виробляв РК-годинники.
Фергасон мав понад 150 патентів у Сполучених Штатах та понад 500 патентів за кордоном. У 2001 році його введено до Національної зали слави винахідників. У 2008 році він отримав медаль IEEE Джун-ічі Нісідзави.

## Інтернет-ресурси
- Архівна копія на сайті Wayback Machine. Nachruf der Kent State University vom 8. Januar 2009
- James Fergason Awarded Lemelson-MIT Prize. vom 3. Mai 2006 (englisch)
- James Fergason Liquid Crystal Display (LCD) vom April 1999(englisch)